# 渡辺佑欣
渡辺 佑欣（わたなべ ゆうき、1985年3月6日 - ）は、日本の構成作家、放送作家。大阪府大阪市出身。

## 経歴
大阪府立住吉高等学校、同志社大学文学部卒業。
大学時代は同志社大学喜劇研究会に所属し、同級生にはカズレーザー（メイプル超合金）、1学年後輩には東ブクロ（さらば青春の光）がいた。特に東ブクロとは当時から仲が良く、バイクで二人乗りで他大学のライブを観に行くなど、東ブクロにとって「一番近しい先輩」だったという。現在もさらば青春の光と公私ともに交流が深く、放送作家の廣川祐樹とともに、番組の構成やネタ作成に携わっている。

## 担当番組

### 現在の担当番組

#### テレビ
- LIFE!〜人生に捧げるコント〜（2012年9月1日- 、NHK）- 構成
- 激レアさんを連れてきた。（2016年10月3日- 、テレビ朝日）- 構成
- キョコロヒー（2021年4月1日- 、テレビ朝日）- 構成
- ハマスカ放送部（2021年10月8日- 、テレビ朝日）- 構成
- 歩道・車道バラエティ 道との遭遇（2022年4月5日- 、CBCテレビ）- 構成
- さらば青春の光の東ブクロとデビュー作（2022年4月26日- 、テレビ大阪）- 構成
- イタズラジャーニー（2023年1月頃- 、 フジテレビ）- 構成
- 坂道の向こうには青空が広がっていた。（2023年10月18日- 、 フジテレビ）- 構成
- ジョンソン（2023年10月23日- 、TBSテレビ）- 構成

#### ラジオ
- さらば青春の光の『青春デストロイヤー』（2013年11月10日- 、NBCラジオ佐賀）- 構成
- さらば青春の光がTaダ、Baカ、Saワギ（2020年1月4日- 、TBSラジオ）- 構成
- 週刊!しゃべレーザー（2021年10月1日- 、SBSラジオ）- 構成

### 過去の担当番組

#### テレビ
- 発注歓迎!リベンジャーズ（テレビ朝日）- 構成
- 中居正広のニュースな会（テレビ朝日）- 構成
- 爆笑問題&霜降り明星のシンパイ賞!!（テレビ朝日）- 構成
- キングオブモルックのモルック大作戦!!（TOKYO MX）- 構成
- 炎の体育会TV（TBS）- 構成
- キングオブコントの会(2021年6月21日、2022年4月9日、2023年3月25日、TBS) - 構成
- 満パンスター2023 -さらば&三四郎が3月にライブすることだけ決まってる番組- （2022年10月3日 - 2023年3月28日、テレビ朝日）-  構成